# Honda-viertaktbromfietsen

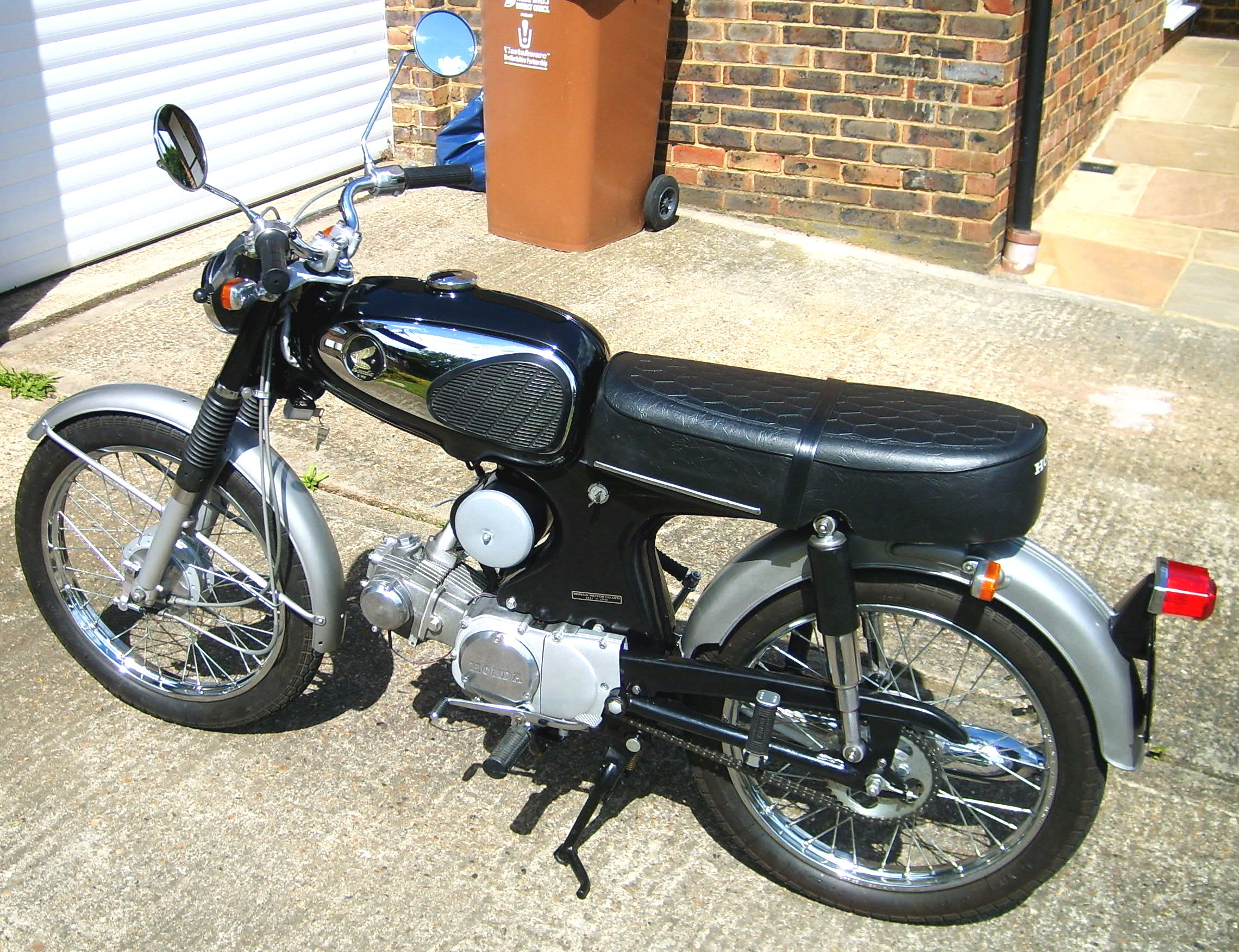
Honda S90 had vrijwel hetzelfde uiterlijk als de C-320, die echter met een 49cc-motor en gesloten kettingkast was uitgerust

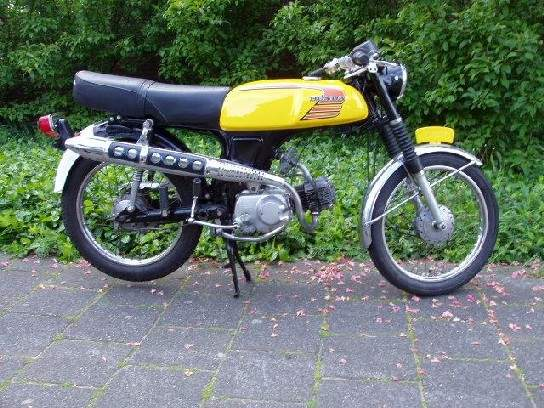
Honda SS50

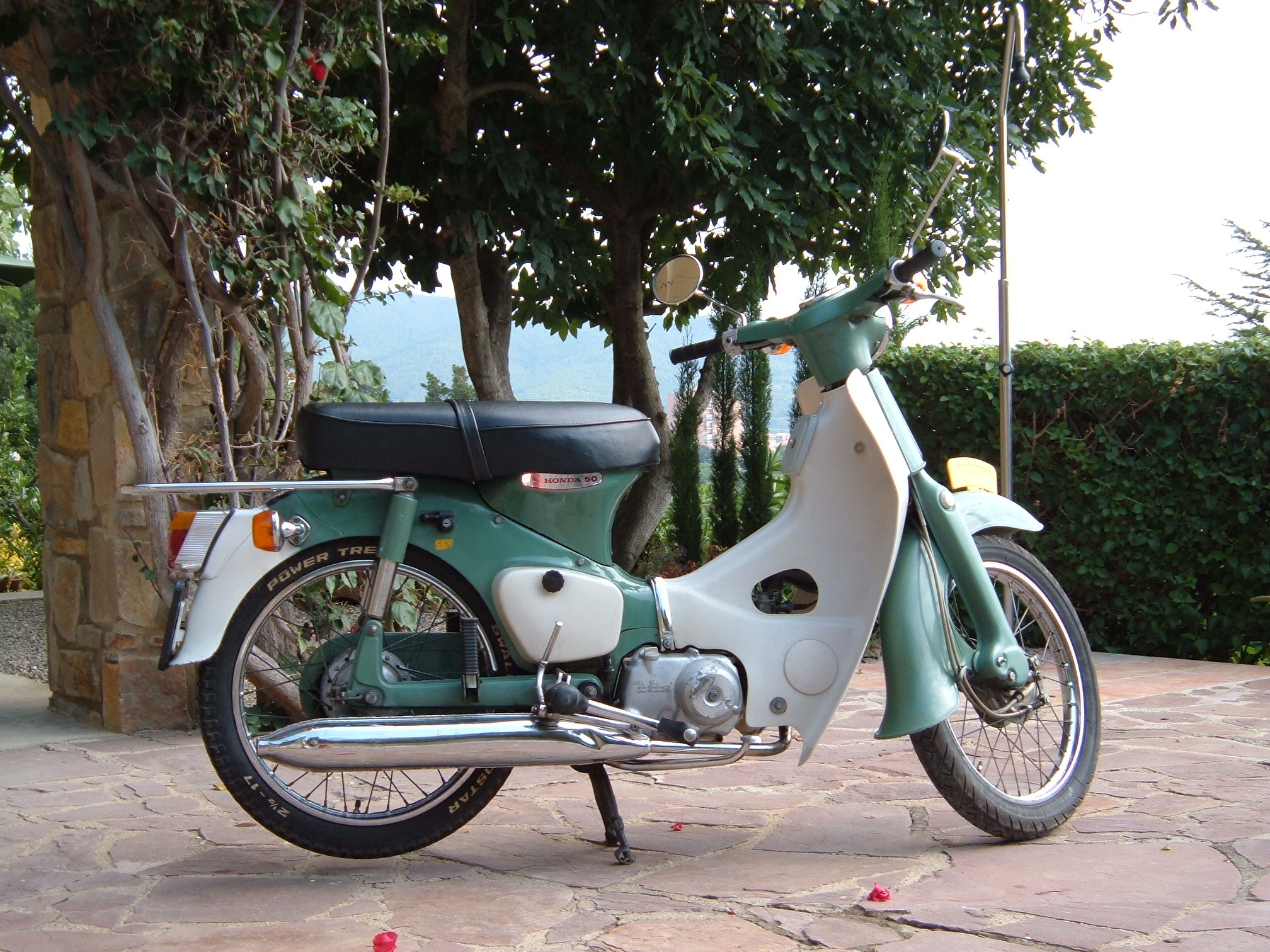
Honda C50 was uiterlijk vrijwel hetzelfde als de C-310

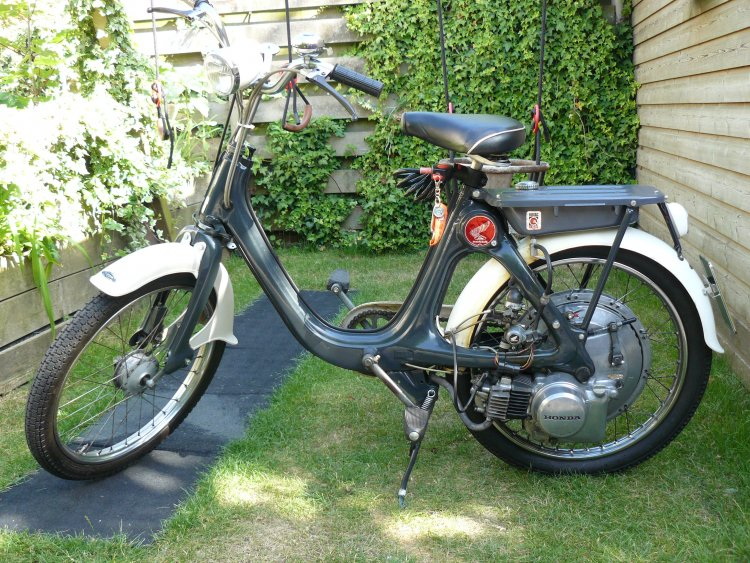
Honda P50 (Little Honda)

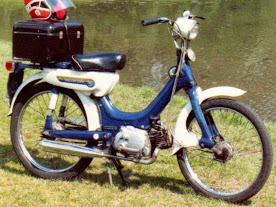
Honda PC50

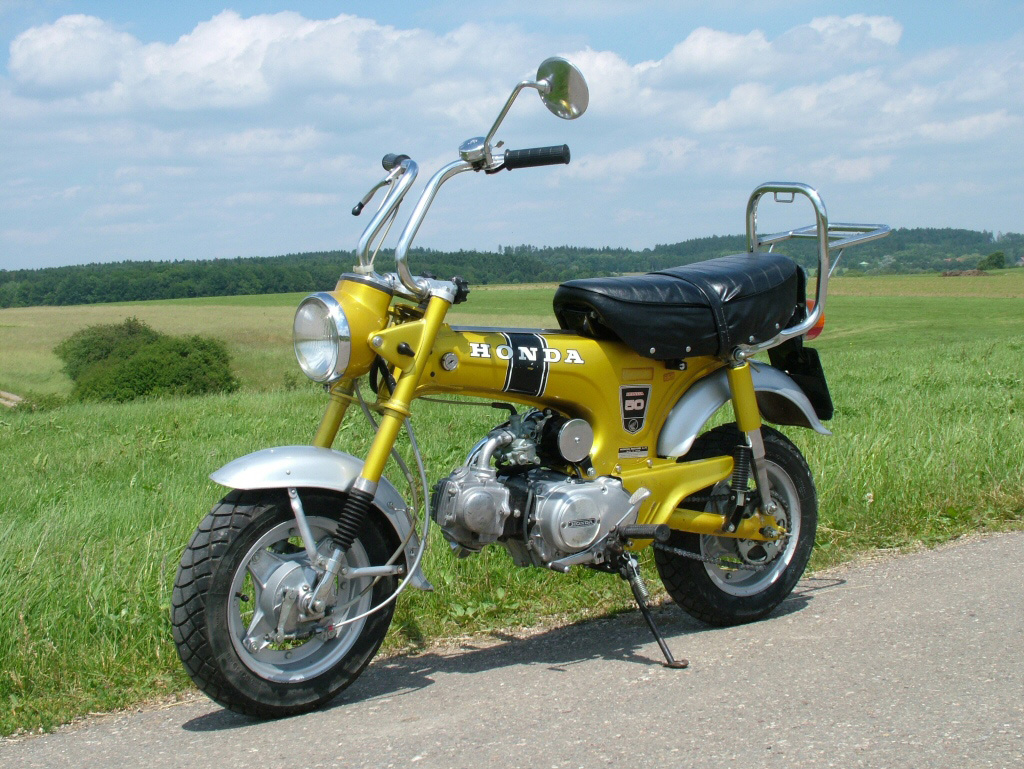
Honda ST50 Dax

Dit artikel behandelt uitsluitend de in Nederland geïmporteerde Honda-viertaktbromfietsmodellen C-310, C-320, TS50, TT50, SS50, CD50, CB50J, P50, PC50, PS50, PF50, Z50, de ST50 'Dax' en de ZB50.

## Modellen
Het eerst in Nederland verkrijgbare Honda-model betrof de C-310a in 1963, een model met een lage instap, met voor een schommelarm vering en achtereen telescopisch gedempte vering, een buddyseat, en dat voorzien was van een OHV- viertakt-benzinemotor en een semiautomatische 3-versnellingbak. Het vermogen lag laag, waardoor een zeer laag verbruik mogelijk was en waarbij de fabrikant een verbruik claimde van 1:90 bij 25 km/h. Dit verbruik lag aanmerkelijk lager dan bij de meeste met tweetaktmotoren uitgeruste bromfietsen, en was naast het comfort een argument om voor dit merk te kiezen. De bromfiets werd in Aalst geproduceerd, speciaal voor de Nederlandse markt, zodat ook een toerentalbegrenzer in het vliegwiel van de motor was ingebouwd, waardoor de bromfiets niet harder kon rijden dan de tot dan toe geldende toegestane maximale snelheid van 40 km/h. Tevens was het model voorzien van Nederlandse verplichtingen, zoals een gele plaat op het voorspatbord, een wit vlak op het achterspatbord en een trapinstallatie, omdat het wettelijk gezien nog steeds een fiets met hulpmotor was, en om in geval van het stilvallen van de motor toch vooruit te kunnen komen. Vanwege het uiterlijk en de rustige loop van de motor sloeg deze bromfiets niet bij de jeugd aan. De opvolger werd de C-310S, die weliswaar hetzelfde model had, maar motorisch verschilde door meer vermogen, waardoor hij een stuk sneller accelereerde. Wanneer de toerentalbegrenzer die ingreep bij de 40 km/h werd uitgeschakeld, werd de bromfiets 'opgevoerd' en kon het volle motorvermogen worden benut. De maximaal te bereiken snelheid bedroeg dan meer dan 50 km/h. Aangezien in België dezelfde motoren voor de C-310 werden gebruikt zonder de strenge Nederlandse beperkingen, werden door velen daarvandaan opvoersets betrokken, waardoor nog snellere bromfietsen mogelijk waren. De motoren waren in basis ontworpen voor zeer hoge toerentallen (tot ruim 10.000 tpm), zodat dit geen gevaar voor een 'vastloper' opleverde. Het toepassen van een andere cilinderkop met bijbehorende kleppen en stoterstangen, een gewijzigde nokkenas en een grotere carburator gaven een nog groter vermogen. Hiermee werden snelheden van boven de 80 km/h bereikt.
Een sportiever model was de C-320S met een liggende benzinetank en dezelfde motoreigenschappen, maar met een ander, maar zeer stabiel T-frame. Ook dit model werd zeer populair. Deze werd opgevolgd door uitvoeringsvarianten op dit model: de TS50, TT50 en de SS50, waarbij dit laatste model een hand- en voetbediende vierversnellingsbak kreeg en een uitschakelbaar trappermechanisme.
Het model C50h NL ('Scooter') volgde de C-310 op, terwijl de C-320-varianten werden opgevolgd door de CD50h.
Om ook in de markt voor dames te kunnen voorzien kwam de P50 ('Little Honda') in 1967 op de markt. Het had een kort model, lage instap, een vast gemonteerde bagagedrager boven het voorwiel, een schommelarm veersysteem op het voorwiel en een zweefzadel, omdat achtervering ontbrak. De OHC-motor zat in het achterwiel gebouwd en had een centrifugaalkoppeling. Door het verwijderen van de toerentalbegrenzer kon de bromfiets snelheden rond de 50 km/h bereiken. 
Voor een stabieler weggedrag kwam daarna de PC50 met een langer frame, telescopische achtervering en een middenmotor, eerst een OHC, later een OHV. Een wat sportiever model was de PS50 met een liggende tank, met dezelfde motor en rijeigenschappen, maar met handgeschakelde 3-versnellingsbak.Doordat het relatief lichte modellen waren, was de wegligging echter minder stabiel dan die van de veel zwaardere C310/320-modellen.
Later volgden lichte stadsbromfietsen PF50 als de Amigo en de Novio met telescopische voor- en achtervering en een boodschappenmandje voorop.
Een apart model was de Honda Z50 (Monkey) en later de Dax. De Monkey was een éénpersoons model, de Dax was geschikt voor twee personen. Beide een minimodel voor stadsgebruik, met zeer kleine wielen, maar met dezelfde krachtige motor van de C320S. De Monkey werd al vanaf 1961 gebouwd. De Dax kwam in 1969 op de markt. In Europa als 50 en 70cc met 3-bak semi-automatische versnellingsbak, in Amerika als Trail 70 met een handgekoppelde vierversnellingsbak.
Na de viertaktperiode die in Nederland te laat aansloeg, schakelde Honda over op fabricage van tweetaktbromfietsen, zoals de MB/MT5.
Een alsnog groeiende populariteit van de viertaktbromfiets deed Honda besluiten het nog een keer te proberen; in 1987 bracht het de ZB50 op de Nederlandse markt, maar de productie werd in 1988 alweer stopgezet.
Honda richtte haar pijlen op tweetaktbromfietsen en bromscooters. 

## Productiejaren
| Model               | Productiejaren |
| ------------------- | -------------- |
| C-310/C50h          | 1963-1980      |
| C-320, TS50, TT50   | 1963-1980      |
| CB50J               | 1977-          |
| SS50                | 1973-1978      |
|                     |                |
| P50                 | 1965-1967      |
| PC50                | 1966–1972      |
| PS50                | 1966-1972      |
| PF50 Amigo en Novio | 1970-1975      |
| Z50 (Monkey)        | 1961-          |
| Dax                 | -1998          |